# Kirche der Verbrennung der Reliquien des Hl. Sava (Celje)
Die Kirche der Verbrennung der Reliquien des Hl. Sava (serbisch: Црква спаљивања моштију светог Саве, Crkva spaljivanja moštiju svetog Save, slowenisch: Cerkev gorenja relikvij svetega Save), war eine serbisch-orthodoxe Kirche, in der drittgrößten slowenischen Stadt, Celje.
Sie wurde von 1929 bis 1931 erbaut. Das Kirchengebäude war dem Ereignis geweiht, als die Osmanen im Jahre 1594 unter Sinan Pascha die Reliquien des serbischen Nationalheiligen, des ersten Erzbischofs und des Erleuchters des serbischen Volkes, Hl. Sava von Serbien auf dem Hügel Vračar in Belgrad demonstrativ verbrannten. Die Kirche wurde 1941 während des Zweiten Weltkriegs von den Deutschen zerstört.
Sie war die Pfarrkirche der Pfarrei Celje und der gleichnamigen Kirchengemeinde im Dekanat Ljubljana, der Metropolie Zagreb-Ljubljana der Serbisch-Orthodoxen Kirche.

## Lage
Die Kirche stand an der Straße Ljubljanska cesta, direkt am damaligen Vrazov trg (dem heutigen Gledališki trg) im Stadtzentrum von Celje.

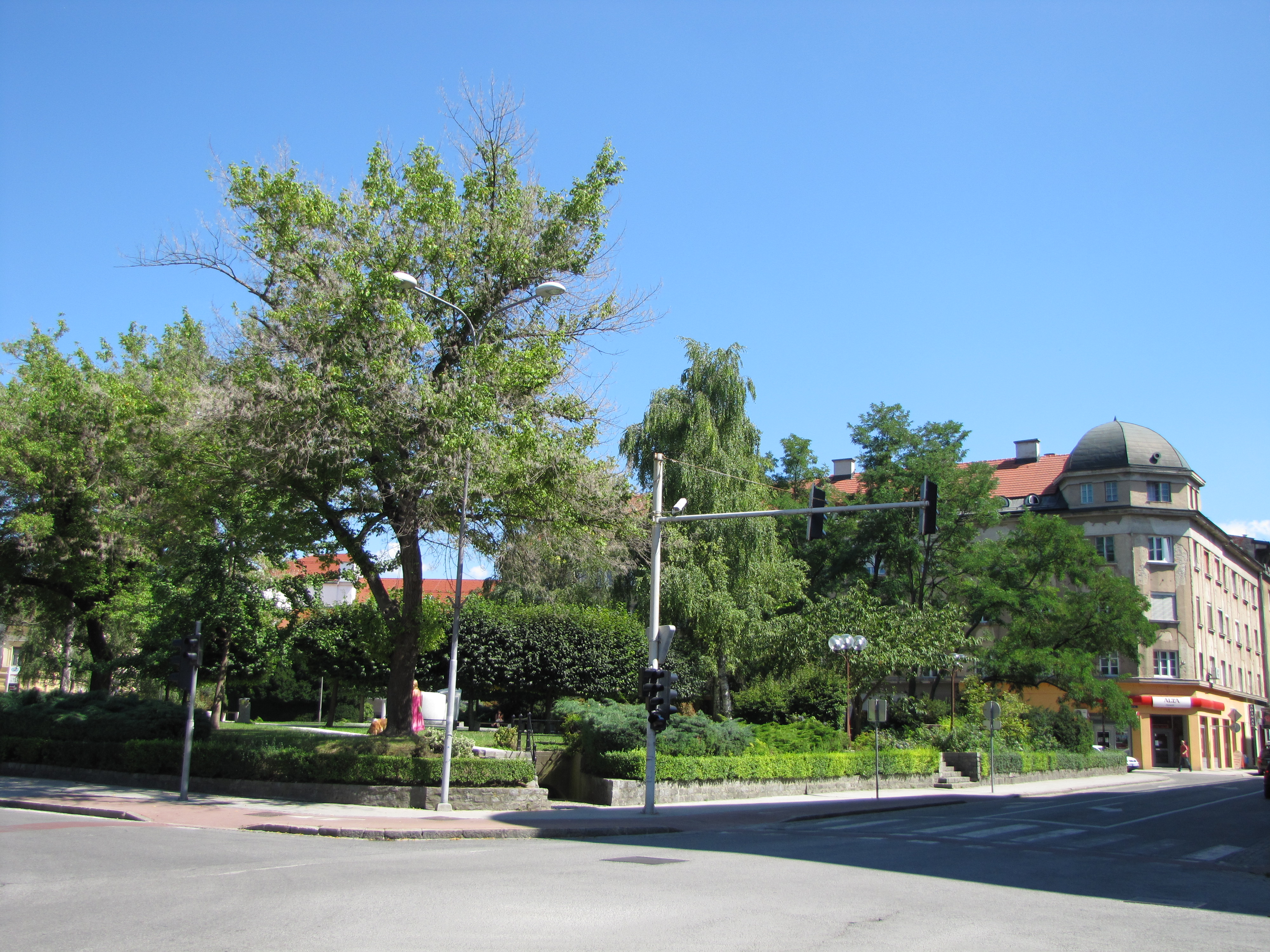
Der Park am Standort der Kirche

## Geschichte
In der Zwischenkriegszeit wurden im damaligen Königreich Jugoslawien in der Gegend um Celje die ersten orthodoxen Kapellen und Kirchen erbaut. In den Kurorten Golnik, Rogaška Slatina und Topolšica, standen bereits orthodoxe Kapellen. 1922 wurde auf die Initiative von Cvijo Zečević die serbisch-orthodoxe Kirchengemeinde zu Celje gegründet. Sie umfasste das Gebiet des damaligen Srez Celje mit den Orten: Celje, Šmarje pri Jelšah, der rechten Stadthälfte von Dravograd, Gornji Grad, Slovenj Gradec, Slovenske Konjice, Laško, Krško und Brežice.
Erster Präsident der Kirchengemeinde war Oberst Tošić und 1925 folgte Oberst Jovan Naumović. Anfangs hatten die serbisch-orthodoxen Gläubigen eine kleine Kapelle in der Kaserne König Petar I Karađorđević, die zu klein für größere Zeremonien war, zur Verfügung. 1924 wurde begonnen, Spenden für den Bau einer Kirche zu sammeln.
Die Leiter der Kirchengemeinde erbaten bei den Stadtbehörden von Celje einen Bauplatz, auf dem sie die Kirche erbauen könnten. Im Mai 1929 kaufte die Kirchengemeinde ein Bauland am Vrazov trg (Vrazov Platz) im Stadtzentrum. Die Kirchengemeinde begann im ganzen Königreich Spenden zu sammeln.
Oberst Dragutin Purić, Kommandeur des Militärbezirks von Celje, hatte den größten Verdienst am Bau der Kirche. Seit seiner Ankunft in Celje im Jahr 1928 wurden die Rahmenbedingungen für den Bau geschaffen. Pfarrpriester zu dieser Zeit war Priester Čudić.
Der Grundstein wurde am 1. September 1929 gelegt, worüber Zeitungen selbst in der Hauptstadt Ljubljana berichteten. Der Kirchenbau wurde von der aus Celje stammenden Baufirma des Slowenen Karl Jazernik in zwei Jahren beendet. 

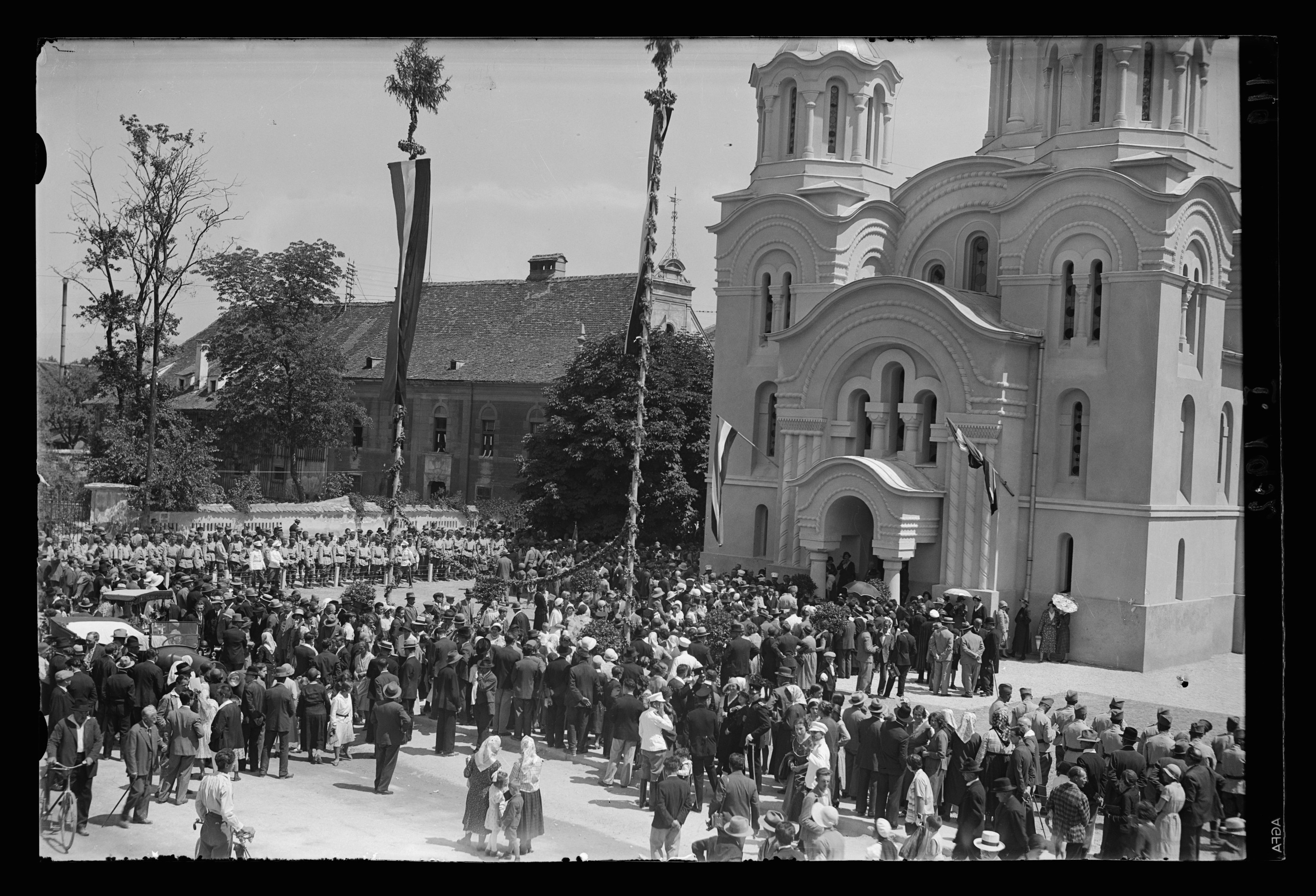
Die Kirche am Tag der feierlichen Einweihung durch Patriarch Varnava

Am ersten Pfingsttag, dem 19. Juni 1932, wurde die fertigstellte Kirche der Verbrennung der Reliquien des Hl. Sava, vom Patriarchen der Serbisch-orthodoxen Kirche, Varnava, feierlich eingeweiht. Zur Kirchenweihe waren hunderte Menschen gekommen. Einen Tag später weihte Patriarch, Varnava, die Kirchenfundamente der Kirche Hl. Gebrüder Kyrill und Method in Ljubljana. Priester Ilija Bulovan führte die Kirchenunterlagen.
Während der deutschen Besatzung im Zweiten Weltkrieg im April 1941 wurde die Kirche auf den persönlichen Befehl Hitlers von den Deutschen miniert. Das gleiche Schicksal erlebte die Serbisch-orthodoxe Kirche Hl. Zar Lazar in Maribor. Auf dem Platz der zerstörten Kirche hatten die Deutschen einen Galgen installiert.
Nach dem Krieg wurde aus den Ruinen der Kirche auf dem nun umbenannten Gledališki trg (Theaterplatz) ein Atomschutzbunker errichtet. Heute befindet sich auf der Stelle der Kirche, ein Park, der Park na Gledališkem trgu.
Vom Kircheninventar und den Unterlagen sind wenige Überreste erhalten geblieben. Die Ikonen und eine Kirchenglocke wurden gefunden und sind heute im Regionalmuseum von Celje aufbewahrt.

## Architektur
Die Kirche wurde im serbisch-byzantinischen Stil erbaut, im Stile der serbischen mittelalterlichen Sakralarchitektur. Den Bauplan der Kirche hatte der aus Belgrad stammende Architekt Momir Korunović (1883–1969) entworfen. Die Kirche war massiv gebaut, mit einem Meter dicken Mauern und drei Eingängen an der West-, Süd- und Nordseite. Das Dach bestand aus verzinktem Blech. Sie besaß drei Kuppeln aus Stahlbeton mit Stahlkreuzen, die im Gefängnis von Lepoglava hergestellt wurden.
Der Grundriss der Kirche war ein Griechisches Kreuz, mit einer halbrunden Altar-Apsis im Osten und einer zentralen Rundkuppel über der Mitte des Kirchenschiffs. Im Westen standen zwei Kirchtürme mit jeweils einer Kuppel und das imposante Haupteingangsportal.
Der Innenraum war mit einer prächtigen Ikonostase geschmückt. Auf der Ikonostase befanden sich Kopien vom bekannten Belgrader Maler Uroš Predić (1857–1953) gemalter Ikonen, die der Maler Stefanović aus Sremski Karlovci gemalt hatte. Zum Zeitpunkt ihrer Zerstörung war die Kirche nicht mit Fresken bemalt.
Auf der Ikonostase befanden sich folgende Ikonen: im unteren Teil auf der Zarentür die Mariä Verkündigung, daneben noch die Ikonen der Gottesmutter Maria mit Jesuskind, des Erzengels Michael, des Heiligen Sava und Jesus Christus. Der obere Teil bestand aus zwei Teilen:
Zunächst wurde das letzte Abendmahl, sowie die vier Hl. Evangelisten und der Hl. Apostel Paul dargestellt. Und in der zweiten Reihe waren die Christi-Auferstehung, die Christi-Verklärung, Christi Himmelfahrt und die Hl. apostelgleichen Gebrüder Kyrill und Method dargestellt.
Der königliche und bischöfliche Thron bestanden aus slawonischem Eichenholz, mit Ikonen des Hl. Stefan des Erstvermählten und des Hl. Hierarchen Johannes Chrysostomos, Werke des akademischen Malers Miroslav Modić aus Celje.

## Die Pfarrei Celje nach dem Zweiten Weltkrieg
Mit der Zerstörung der Kirche erlosch auch die Pfarrei von Celje. Nach dem Krieg wurde das Kirchengelände und das Land von den kommunistischen Behörden des sozialistischen Jugoslawien beschlagnahmt und verallgemeinert. Im Jahre 1979 wurde die Pfarrei von Celje neu wieder gegründet. Vier Jahre später beantragte die Kirchengemeinde von Celje bei der Religionskommission die Rückgabe des Landes, doch die Antwort lautete Nein. 1986 wandte sie sich an die damaligen sozialistischen Behörden, erhielt aber keine Antwort.
Als Nächstes wandte man sich an die Kommission für die Beziehungen zu den Religionsgemeinschaften des Exekutivrates der Sozialistischen Republik Slowenien und Ende Juni 1988 an die Gemeinde Celje, auch ohne Erfolg.
Die Bemühungen der Gemeinde, ihr Eigentum zurückzubekommen, wurden zum Beginn der Jugoslawienkriege vollständig eingestellt, während in Zagreb im Kroatienkrieg der Sitz der Metropolie Zagreb-Ljubljana zerstört wurde. Slowenien hatte 1992–1993 ein Gesetz zur Denationalisierung verabschiedet, da jedoch die Unterlagen im zerstörten Metropoliegebäude lagen, konnte der damalige Metropolit, Jovan, kein Gesuch zur Rückgabe des Kirchenbesitz fordern. Seit 2003 laufen die Verhandlungen zur Rückgabe des Kirchenbesitzes weiter. Der letzte Gesuch fand 2016 statt, bisher ohne Antwort.
Die Kirchengemeinde besitzt ein Schriftstück, das besagt, dass 2190 m² Land am damaligen Vrazov trg im Grundbuch der Stadt Celje auf den Namen der serbisch-orthodoxen Kirchengemeinde eingetragen sind. Auch die wertvollen Ikonen wurden bisher nicht der Kirchengemeinde zurückgegeben.
Bis 1994 bekam die Kirchengemeinde ein 30 m² großes Zimmer zur Verfügung gestellt. Und seit 1994 finden orthodoxe Gottesdienste in der römisch-katholischen Kirche St. Maximilian statt. Von 2010 bis 2017 versuchte die Kirchengemeinde, ein Baugrundstück zum Bau einer neuen Kirche zu erwerben, erfolglos.
In Celje und Umgebung leben etwa 3500 orthodoxe Gläubige.

## Belege
- Artikel über die Pfarrei von Celje, (serbisch)
- Artikel über die Kirche, (serbisch)
- Artikel über die Kirche, (slowenisch)